# Vladimir Sergeevič Byčkov
Vladimir Sergeevič Byčkov (Mosca, 5 gennaio 1929 – Mosca, 24 aprile 2004) è stato un regista sovietico.

## Filmografia parziale

### Regista
- Moj papa - kapitan (1969)
- Dostojanie respubliki (1971)
- Est' ideja! (1977)